# Pas de pitié pour les héros
Pour plus de détails, voir Fiche technique et Distribution.
Pas de pitié pour les héros (italien : L'urlo dei giganti ; espagnol : Hora cero: Operación Rommel) est un film de guerre italo-espagnol sorti en 1969, réalisé par León Klimovsky.

## Synopsis
En juillet 1944 pendant la Seconde Guerre mondiale, quatre officiers américains sont parachutés dans la zone de Passo Zelle, occupée par les troupes du général von Gruber. Parmi eux, le major Traniger, un allemand opposant au nazisme. Après l'explosion de l'avion qui les transportait, le lieutenant Mills se joint à eux. Ils parviennent à libérer quelques officiers allemands arrêtés après le complot contre Hitler. Traniger se rend alors seul dans la résidence de Rommel pour lui proposer de quitter l'Allemagne, ce que le maréchal refuse. Mills est alors capturé et révèle malgré lui la participation de Rommel à l'attentat contre Hitler, provoquant ainsi son élimination. Pendant ce temps, Heston et ses compagnons s'introduisent dans le Fort Kesselberg et anéantissent la garnison. Le général von Gruber s'attaque alors au commando américain, ce qui fait le jeu des alliés. Heston et ses hommes, aidés de Traniger, infligent de fortes pertes aux Allemands. Les troupes américaines en profitent pour conquérir la zone du Passo Zelle. Heston sera le seul survivant du groupe.

## Fiche technique
- Titre français : Pas de pitié pour les héros
- Titre original italien : L'urlo dei giganti
- Titre original espagnol : Hora cero: Operación Rommel[1]
- Genre : Film de guerre
- Réalisation : León Klimovsky
- Scénario : José Luis Merino, Manuel Sebares, Massimo De Rita, Dino Maiuri
- Production : Atlantida Film, Fida Cinematografica[1]
- Photographie : Vicente Minaya
- Format d'image : Techniscope[1]
- Montage : José Antonio Rojo
- Musique : Armando Trovajoli
- Année de sortie : 1969
- Pays :  Italie,  Espagne
- Date de sortie en salle en France : 11 novembre 1970[2]

## Distribution
- Jack Palance : major Heston
- Andrea Bosic : Agamennon Gibbs
- John Gramack : lieutenant Steve Bloom
- Carlos Estrada : capitaine Stuart Latimer
- Antonio Pica : lieutenant Thomas Mulligan
- Mirko Ellis : Robert Mills
- Jesús Puente : colonel Wolf
- Gérard Tichy : général von Gruber
- Giuseppe Addobbati : général Moore
- Maruchi Fresno : madame Rommel
- Manuel Collado : feldmaréchal Erwin Rommel
- Alberto de Mendoza : major Traniger
- Rosanna Yanni : Bertha